# East Eldorado Township
East Eldorado Township est un township du comté de Saline dans l'Illinois, aux États-Unis,. En 2010, le township comptait une population de 5 906 habitants.

## Source de la traduction
- (en) Cet article est partiellement ou en totalité issu de l’article de Wikipédia en anglais intitulé « East Eldorado Township, Saline County, Illinois » (voir la liste des auteurs).